# Emma Grimm
Emma Grimm (* 19. Februar 1996 in Köln) ist eine deutsche Schauspielerin und Synchronsprecherin.

## Biografie
Emma Grimm besuchte in Köln die Berthold-Otto-Grundschule, danach die TASK Schauspielschule für Kinder und Jugendliche und war bereits während der Schulzeit im Fernsehen zu sehen. Nach ihrem Abitur studierte sie Medienwissenschaft an der Universität zu Köln.
Sie ist die Tochter des Keyboarders Andreas Grimm und der Komikerin Anke Engelke sowie Stieftochter des Musikers Claus Fischer, Vater ihrer beiden 2005 und 2009 geborenen Halbbrüder.

## Filmografie

### Schauspielerin
- 2010: Stolberg
- 2011: Danni Lowinski

### Synchronsprecherin
- 2005: Doctor Who
- 2009: Mullewapp – Das große Kinoabenteuer der Freunde
- 2010: Free Willy – Rettung aus der Piratenbucht
- 2011: Lauras Stern und die Traummonster

## Belege
1. ↑  Emma Grimm. Abgerufen am 4. April 2022.

| Personendaten    | Personendaten                                  |
| ---------------- | ---------------------------------------------- |
| NAME             | Grimm, Emma                                    |
| KURZBESCHREIBUNG | deutsche Schauspielerin und Synchronsprecherin |
| GEBURTSDATUM     | 19. Februar 1996                               |
| GEBURTSORT       | Köln                                           |